# Табачка
Табачка (болг. Табачка) — село в Болгарии. Находится в Русенской области, входит в общину Иваново. Население составляет 113 человек.

## Политическая ситуация
Табачка подчиняется непосредственно общине и не имеет своего кмета.
Кмет (мэр) общины Иваново — Данка Йорданова Матеева (коалиция партий: Земледельческий народный союз (ЗНС), Болгарская социал-демократия (БСД)) по результатам выборов.